# Халагалі
Халагалі (англ. Khalahali) — одна з місцевих громад, що розташована в районі Мокотлонг, Лесото. Населення місцевої громади у 2006 році становило 8 220 осіб.